# 山口百恵 (1991年生)
山口 百恵（やまぐち ももえ、1991年6月24日 - ）は、日本のタレント。東京都大田区出身。

## 人物・来歴
- 父が1970年代に活躍した女優・歌手の山口百恵（1959年生まれ）のファンだったことから「百恵」と命名された。自己紹介の際、本人はしばしば「平成の山口百恵です」と名乗っている。
- 「自分の名前が凄い」ということは、小学1年生の時に担任の先生に言われて初めて気付いたという[1]。小学生の時からサッカーを始める。小学6年生の時にはがきの応募に当選し、デビッド・ベッカムとツーショットに収まったことがあるが[2]、これについても、また浅井企画にスカウトされたことにも、この名前が影響したという[1]。
- 浅井企画の芸能人女子フットサルチーム「ASAI RED ROSE」に所属。背番号は「10」。2005年12月15日のスフィアリーグ1stステージ準決勝・対Gatas Brilhantes H.P.戦で、値千金のヘディングシュートを放ち、優勝候補の一角と言われていたガッタスを撃破。チームのステージ準優勝に貢献した。
- ASAI RED ROSEのライバルチーム「XANADU loves NHC」の松本美佳里とは同い年で仲が良く、互いのブログに頻繁に登場している。
- 後に浅井企画を退社、OLをしていたが、ホリプロから誘われて2016年6月にホリプロ所属となり、芸能人女子フットサルチームもXANADU loves NHCに加入[2]。

## 出演

### テレビ
- 恋するフットサル（フジテレビ）
- アッコにおまかせ!（TBSテレビ）